# Lichenoconiaceae
Lichenoconiaceae is een familie van schimmels behorend tot de orde Lichenoconiales. Het typegeslacht is Lichenoconium.

## Geslachten
Volgens Index Fungorum telt de familie twee geslachten:
- Abrothallus
- Lichenoconium